# Yann Boisson
Pour les articles homonymes, voir Boisson (homonymie).
Yann Boisson, né le 8 juin 1961 à Lyon, est un joueur et dirigeant français de basket-ball.

## Biographie
Yann Boisson naît le 8 juin 1961 dans le quartier lyonnais de La Croix-Rousse.
Il joue à la CRO Lyon jusqu'en août 1984 où il rejoint l'ASVEL (disputant notamment la Coupe d'Europe des vainqueurs de coupe en 1984-1985) avant d'être transféré en août 1985 à Saint-Étienne. Il joue ensuite de 1987 à 1990 à la JDA Dijon avant de jouer de 1990 à 1992 au Tours BC, dont une année dans l'élite lors de la saison 1991-1992.
Il est ensuite le manager général de la Jeanne d'Arc Dijon Basket de 1995 à 2008, avant de devenir en 2014 directeur administratif de l'AS Monaco.
Il est le père de la joueuse de tennis Loïs Boisson.